# Lyng (Somerset)
Lyng – osada w Anglii, w hrabstwie Somerset, w dystrykcie (unitary authority) Somerset. Leży 52 km na południowy zachód od miasta Bristol i 204 km na zachód od Londynu. W 2001 miejscowość liczyła 334 mieszkańców.